# مينامياواجي (هيوغو)
مدينة مينامياواجي (بالإنجليزية: Minamiawaji)‏ هي أحد المدن التابعة لمحافظة هيوغو. تأسست رسميًا في 11/01/2005. ويقدر عدد سكانها بـ 51069 نسمة حسب تقدير مكتب الإحصاء الياباني لعام 2012. تبلغ مساحة مينامياواجي 229.18 كم2. بكثافة سكانية تبلغ 223 نسمة/كم2.

## أعلام
- ماساو كيبا
- كيشيرو هيغوشي
- ياسوهيرو هاتو
- أكيرا كاجي